# Charis Vrondos
Charis Vrondos (født 1951 i Vitina-Arcadia, Grækenland) er en græsk komponist, forfatter, anmelder og pianist.
Vrondos studerede på Greek Conservatory of Lefkada, og privat hos Giannis Papaioannou.
Han har skrevet 3 symfonier, orkesterværker, filmmusik, elektronisk musik etc.

## Udvalgte værker
- Symfoni nr. 1 (1982) - for orkester
- Symfoni nr. 2 (1986) - for orkester
- Symfoni nr. 3 (1986) - for orkester